# Кизіярський струмок
Кизіярський струмок — струмок в місті Мелітополі (Запорізька область, Україна), права притока річки Молочної (басейн Азовського моря).

## Походження назви
Струмок тече через балку, також звану Кизіярською. Наприкінці XIX століття мелітопольський поміщик Петро Дзякович записав таку ногайську легенду про походження цієї назви:
|  | Давним-давно, ще до приходу татар до Криму, в балці Киз-Яр, яка в той час була вкрита лісом, жило плем'я жінок-амазонок. Войовниці були хоробрими, добре стріляли з лука, рубалися мечем, їздили верхи і часто в битвах перемагали чоловіків сусіднього племені. Полонені ставали чоловіками амазонок. Їхня доля була важким випробуванням: чорна робота, часті травми, а коли обранцем були незадоволені — його вбивали. З новонароджених в живих залишали тільки дівчаток. Керувала амазонками, водила їх у бій прекрасна дівчина-войовниця. Так було до тих пір, поки вона не потрапила до полону. Вона закохалася в принца чоловічого племені, але не захотіла підкоритися загальної долі всіх жінок і вийти заміж. Викупивши себе, цариця повернулася в рідне плем'я, але не змогла перебороти свою любов. Вона зібрала всіх своїх одноплемінника і наказала спалити себе на вогнищі. З тих пір і з'явилася назва балки Киз-Яр ("киз" — дівчина, "яр" — балка). |

Легенди про амазонок, які жили на території Мелітополя, знайшли підтвердження у 1948 році, коли на території силікатного заводу, що знаходиться якраз в Кизіярській балці, було знайдено поховання жінки-войовниці. Її голова була прикрашена золотою діадемою, на грудях, руках і ногах також були дорогоцінні прикраси, а поруч знаходилися меч, котел і кінське сідло, прикрашене накладними золотими бляхами.

## Опис
Струмок починається між вулицями Сопіна і Осипенко. Тече на південь, а потім — на схід, по глибокій Кизіярській балці. Впадає в Молочну на околиці міста, біля Бердянського мосту на Інтеркультурній вулиці. Максимальна ширина струмка 6 м, а глибина (в гирлі) — 70 см; середня глибина — 20-30 см. Живлення струмка — змішане: підземне, дощове, снігове. Так, з вирубкою дерев на берегах струмка пов'язано його обміління, струмок заростає очеретом.
Через струмок перекинуто 5 мостів:
- Стежка між вулицею Героїв Сталінграда і вулицею Сопіна (пішохідний);
- Балковський провулок (пішохідний);
- Проспект 50-річчя Перемоги (автомобільний);
- Стежка між вулицею Михайла Грушевського та Селянською вулицею (пішохідний);
- Вулиця Олександра Довженка (автомобільний)[4].

## Екологія
Русло струмка доводиться регулярно очищати від очерету та сміття, щоб уникнути паводків після танення снігу. Зазвичай роботи проводяться в січні-лютому. Для боротьби з підтопленням ґрунтовими водами, у 2011—2013 роках було проведено масштабне розчищення струмка. На окремих ділянках його русло було поглиблено на 2 м. Але це не допомогло і через людську діяльність та скидання нечистот, струмок перетворився у болото і знаходиться на межі знищення.

## Галерея
|                                                         |                                                   |                                                |                                                                 |
| Початок струмка                                         | Струмок за гаражним кооперативом на вул. Осипенка | Вигляд з мосту за вул. Героїв Сталінграду      | Струмок коло Балківського провулка; зліва — завод будматеріалів |
|                                                         |                                                   |                                                |                                                                 |
| Вигляд на балку і струмок з проспекту 50-річчя Перемоги | Вигляд з мосту на вул. Олександра Довженка        | Струмок під мостом на вул. Олександра Довженка | Загаття в місці впадіння струмка у річку Молочну                |